# Stephan Pilsinger

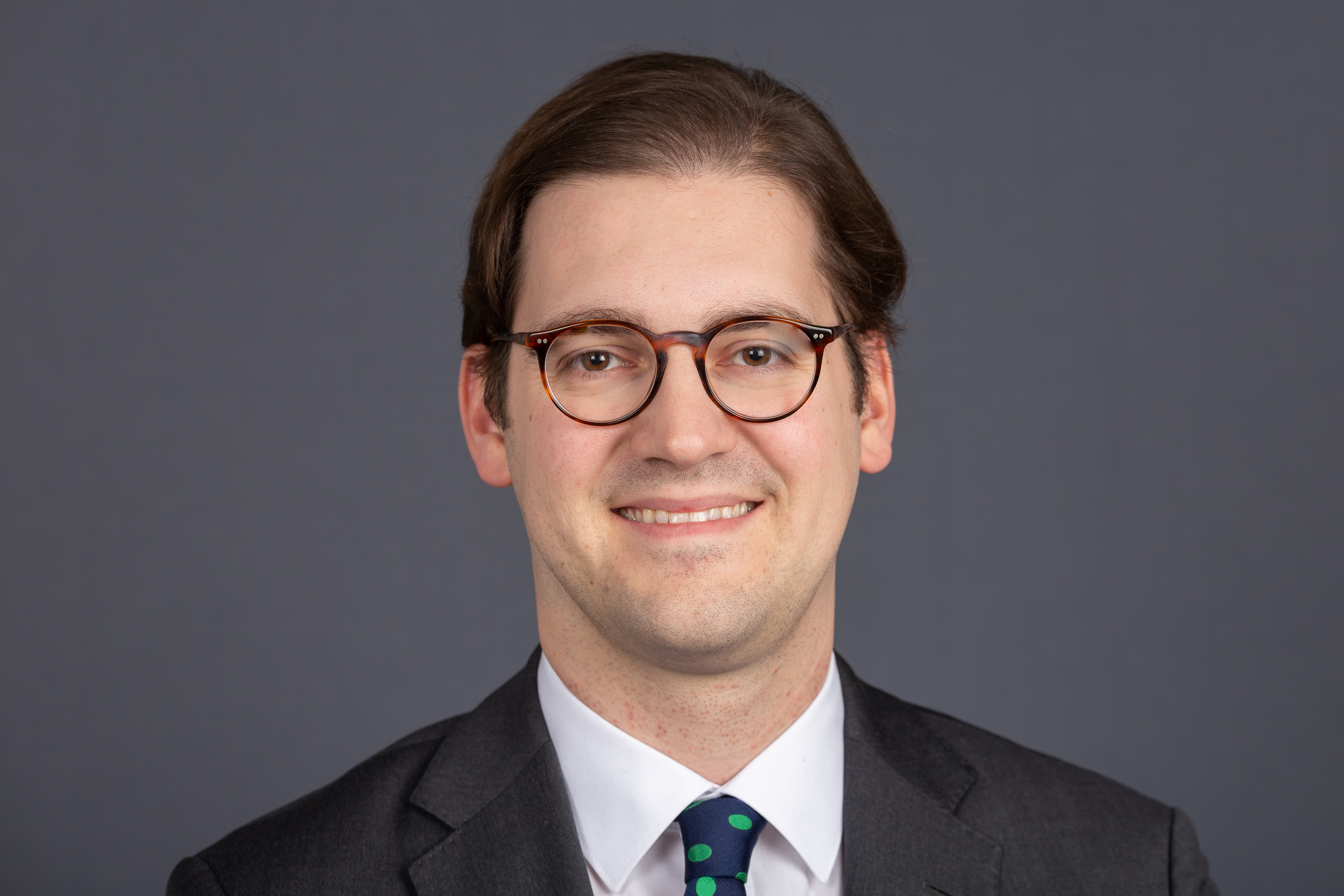
Stephan Pilsinger (2020)

Stephan Nikolaus Pilsinger (* 17. Februar 1987 in München) ist ein deutscher Politiker (CSU) und Arzt. Seit 2017 ist er Mitglied des Deutschen Bundestages.

## Leben und Wirken
Stephan Pilsinger absolvierte 2007 sein Abitur am Städtischen Adolf-Weber-Gymnasium München. Im Anschluss studierte er Humanmedizin an der Ludwig-Maximilian Universität München. Nach seiner Approbation 2015 arbeitete er als Arzt bis 2017 in der Abteilung für Innere Medizin eines kommunalen Krankenhauses. Von 2018 bis 2021 studierte er an der Friedrich-Alexander-Universität Erlangen-Nürnberg Gesundheitsmanagement und schloss den berufsbegleitenden betriebswirtschaftlichen Fernstudiengang erfolgreich mit dem Titel Master of Health Business Administration (MHBA) ab. Seit 2018 arbeitet er neben dem Bundestagsmandat in Teilzeit als angestellter Arzt in einer Hausarztpraxis im Münchner Umland. Im Jahr 2023 schloss er seine Facharzt Weiterbildungszeit in der ambulanten häuslichen Versorgung, die er in Teilzeit neben dem Bundestagsmandat absolvierte, erfolgreich ab und bestand die Prüfung zum Facharzt für Allgemeinmedizin. 2024 promovierte er mit einer Dissertation zum Thema Molekularbiologische Untersuchung von autologen chondrocyte-like cells (mb-ACT) unter dem Einfluss des Wachstumsfaktors BMP-2 in vitro an der LMU München zum Dr. med.
Seit 2008 ist Pilsinger Mitglied der katholischen Studentenverbindung KDStV Vindelicia München im CV. Später wurde er noch Mitglied der AV Tuisconia (Königsberg, Bonn) zu Landshut. Er ist ferner Mitglied des Bayerischen Roten Kreuzes, des Deutschen Alpenvereins und Laienmitglied des caritativen Deutschherrenordens sowie diverser örtlicher Vereine.

## Politische Laufbahn
Im Jahr 2002 trat Stephan Pilsinger der Jungen Union München bei und war von 2013 bis zum Sommer 2019 Bezirksvorsitzender. 2005 erfolgte der Eintritt in die CSU. 2008 wurde er in den Bezirksausschuss Pasing-Obermenzing der Landeshauptstadt München gewählt. 2015 wurde er zum Vorsitzenden der CSU Obermenzing gewählt. Er ist Mitglied des CSU-Kreisvorstandes München-West und des CSU-Bezirksvorstandes München.

### Abgeordneter im Deutschen Bundestag
Pilsinger wurde bei der Bundestagswahl 2017 mit 33,4 % der Erststimmen im Bundeswahlkreis 220 München-West/Mitte zum Mitglied des 19. Deutschen Bundestags gewählt.
Sein Direktmandat konnte er bei der Bundestagswahl 2021 mit 27,0 % verteidigen. Sein Vorsprung vor dem Grünen Gegenkandidaten Dieter Janecek betrug 137 Stimmen.
In der 19. Wahlperiode war Pilsinger Ordentliches Mitglied im Ausschuss für Gesundheit, Mitglied im Ausschuss für Familie, Senioren, Frauen und Jugend und Mitglied im Unterausschuss für Zivile Krisenprävention, Konfliktbearbeitung und vernetztes Handeln. Als Stellvertretendes Mitglied gehörte er dem Unterausschuss Globale Gesundheit, dem Petitionsausschuss und dem Parlamentarischen Beirat für nachhaltige Entwicklung an.
In der 20. Wahlperiode ist er Ordentliches Mitglied des Gesundheitsausschusses und Stellvertretendes Mitglied im Ausschuss für Arbeit und Soziales sowie im Unterausschuss Globale Gesundheit.
Bei der Bundestagswahl 2025 am 23. Februar verteidigte er das Mandat mit 34,7 Prozent erneut vor Dieter Janecek und zog in den 21. Deutschen Bundestag ein. Dort ist Pilsinger Mitglied im Ausschuss für Gesundheit sowie stellvertretend im Haushaltsausschuss sowie im Ausschuss für Digitales und Staatsmodernisierung.

## Politische Positionen

### Vorgeburtliche Bluttests
Der Gemeinsame Bundesausschuss hat am 19. September 2019 abschließend über die Anwendungsmöglichkeiten und -grenzen der vorgeburtlichen Bluttests für Schwangere, die sogenannten nicht-invasiver molekulargenetischer Tests (NIPT), zulasten der gesetzlichen Krankenversicherung (GKV) beraten. Der Beschluss sieht vor, dass ein NIPT in begründeten Einzelfällen und nach ärztlicher Beratung unter Verwendung einer Versicherteninformation erstattet werden können. Anlässlich dieses Beschlusses forderte Stephan Pilsinger, Eltern minderjähriger behinderter Kinder stärker zu unterstützen und zu entlasten. Laut Stephan Pilsinger müsse ins Bewusstsein der Öffentlichkeit gerückt werden, dass ein Kind mit einer Behinderung in seinem Wesen einzigartig ist und deshalb eher eine Bereicherung als eine Belastung darstellt. Gemeinsam mit der Arbeitsgruppe Gesundheit der CDU/CSU-Bundestagsfraktion verlangt Stephan Pilsinger in einem Positionspapier, bessere Bedingungen für Familien mit behinderten Kindern zu schaffen. Zudem sollen auch deutliche finanzielle und soziale Unterstützung zur Verfügung gestellt werden.

### Duogynon
Bei dem Thema Duogynon handelt es sich um einen mutmaßlichen Arzneimittelskandal, der bis heute nicht aufgeklärt wurde. Zu dessen Klärung wurde ein überfraktionelles Fachgespräch mit 26 Abgeordneten auf Mitinitiative von Stephan Pilsinger veranlasst. Als Ergebnis wurde ein Beschwerdebrief an die Bundeskanzlerin verfasst. Der CSU-Politiker und Arzt kritisiert in diesem gemeinschaftlichen Brief, dass er nicht nachvollziehen könne, wieso die Bundesregierung in diesem Fall bislang untätig geblieben ist. Stephan Pilsinger setzt sich dafür ein, auch in Deutschland eine umfassende und restlose Aufklärung der Duogynon-Fälle auf Regierungsebene zu erreichen und eine Entschädigung für Betroffene zu erwirken.

### Organspende
In der Diskussion um die doppelte Widerspruchslösung gehörte Stephan Pilsinger gemeinsam mit Annalena Baerbock zu einem der Initiatoren eines Gegenvorschlags für eine freiwillige Entscheidungslösung. Darin forderte er unter anderem, dass alle Menschen in Deutschland künftig bei Verlängerung des Personalausweises und beim Hausarzt nach ihrer Organspendebereitschaft gefragt werden. Die Widerspruchslösung lehnte er aus ethischen Gründen ab, da er der Auffassung war, dass eine Nichtäußerung keine automatische Zustimmung sein könne. Dieser Gegenvorschlag zur erweiterten Entscheidungslösung wurde im Bundestag am 16. Januar 2020 mit deutlicher Mehrheit angenommen.

### Blutspende
Am 22. Mai 2021 äußerte er die Auffassung, dass hinsichtlich der Ausschlusskriterien bei der Blutspende nicht wie bisher – diskriminierend – die sexuelle Orientierung (z. B. Homo- und Transsexualität), sondern „individuelles Risikoverhalten“ bei allen Spendenden ausschlaggebend sein sollte.

### Impfpflicht gegen COVID-19 ab 50 Jahren
Pilsinger plädiert dafür, eine Impfpflicht gegen COVID einzuführen, und zwar für alle Einwohner Deutschlands über 50. Über 80 Prozent aller an der Delta-Variante erkrankten Covid-Patienten auf Intensivstationen sind über 50 Jahre alt.

### Cannabisgesetz
Pilsinger lehnt die Legalisierung von Cannabis ab. Bei der Bundestagsdebatte am 23. Februar 2024, die parteiübergreifend in scharfen Ton geführt wurde, griff er die Ampel-Regierung hart an. „Sie wollen nur die Dealer schützen und nicht die Konsumenten“, warf er den Befürwortern des Gesetzes unter anderem vor.

### Suizidhilfe
Am 6. Juli 2023 äußerte Pilsinger bei einer Bundestagsrede in Hinblick auf Suizidhilfe, dass sein Weltbild nicht dem Urteil des Bundesverfassungsgerichts entspräche: „Seit dem Urteil des Bundesverfassungsgerichts, das beschlossen hat, dass jeder Mensch den Zugang zu einem assistierten Suizid haben muss, ist es derzeit möglich, dass auch Menschen, die jung und gesund sind, einen assistierten Suizid in Anspruch nehmen. Das entspricht, ehrlich gesagt, nicht meinem Weltbild.“